# Marie Paul de Scépeaux de Bois-Guignot
Pour les articles homonymes, voir Guignot.
Marie-Paul-Alexandre-César, vicomte de Scépeaux de Bois-Guignot, né le 19 septembre 1768 à Angers (Maine-et-Loire), mort le 28 octobre 1821 à Angers (Maine-et-Loire), est un chef chouan, lors de la Révolution française, général de l'Armée catholique et royale du Maine, d'Anjou et de la Haute-Bretagne en 1795.

## Biographie

Armes des Scépeaux : vairé d'argent et de gueules

Fils de Mathieu de Scépeaux du Bois-Guignot et de Marie-Louise Greffier, il appartenait à la dernière branche subsistante de la Famille de Scépeaux, éteinte en 1855.
Officier de cavalerie, il est l'un des chefs de la chouannerie dans le Maine. Il appartenait à la branche de la Cherbonnerie, à Ballots.
Il est le beau-frère de Charles Melchior Artus de Bonchamps.
Il participe à la virée de Galerne à la tête d'une compagnie angevine sous les ordres de d'Autichamp. Investi d'un commandement important dans l'armée vendéenne, après la défaite du Mans, où il est blessé, il organise le Chouannerie sur la rive droite de la Loire (1794-1796) et commande dans l'été 1794 les chouans de la moitié nord de l'Anjou. Il participe à la négociation du Traité de la Mabilais le 19 avril 1795.
Son autorité nominale s'étendait sur la plus grande partie du département de la Mayenne, mais son action ne dépasse guère les limites de l'Anjou. Il s'abouche pourtant avec les chefs du Bas-Maine. Il a pour adjoints le comte de Châtillon (commandant en second à partir de 1795), le comte Louis de Bourmont (major général), le chevalier Louis d'Andigné (adjudant-général à partir de 1795), le chevalier Prosper Turpin de Crissé (inspecteur général) et Pierre-Michel Gourlet (commandant général de la cavalerie). Son quartier général se trouve d'abord à l'abbaye de Pontron, près de Candé.
Il a sous son autorité directe :
- 2 divisions de la Mayenne angevine, celle de Michel-Louis Lecomte à Craon et celle de Joseph-Juste Coquereau à Château-Gontier,
- 3 divisions du Bas-Maine, celles de Jambe d'Argent près de Nuillé-sur-Vicoin, de Michel Jacquet dit Taillefer puis Claude-Augustin Tercier près de Vaiges et de Guillaume Le Métayer dit Rochambeau près de Villaines-la-Juhel,
- 5 autres divisions sont localisées en Maine-et-Loire.

Il établit son quartier général au château de Bourmont, à Freigné, au début de 1795. Puis il négocie la paix par l'entremise de ses chefs subalternes avec le représentant Delaunay le 29 floréal an III (18 mai 1795) dans le district de Châteauneuf-sur-Sarthe.
Le 19 juillet 1795, il se rend à Paris avec Béjarry sous prétexte de la pacification ; à la fin de 1795 et au début de 1796, il commande aussi, notamment, au chef de division Taillefer puis Tercier ; il est intitulé général en chef de l'armée d'Anjou au début de 1796. Le 14 mai 1796, à Angers, il signe sa soumission auprès de Hoche.
C'est au Château de Martigné, en Saint-Denis-d'Anjou, que ses divisionnaires (Bourmont, Tercier, Gaullier et les principaux autres officiers de sa division) déposent les armes le 16 mai 1796. Il est étranger au mouvement de 1799.
Il sert dans l'armée sous l'Empire, devient maréchal de camp sous la Restauration. Il est chevalier de Saint-Louis, officier de la Légion d'honneur.
Initié franc-maçon, Scépeaux participe sous l'Empire à la création d'un Atelier : la loge « Saint Napoléon », à l'Orient d'Angers.
Il meurt à Angers le 28 octobre 1821.

### Source
- Jacques-Alphonse Mahul, Annuaire nécrologique, ou Supplément annuel et continuation de toutes les biographies ou dictionnaires historiques, 2e année, 1821, Paris : Ponthieu, 1822, p. 289-291 (lire en ligne).